# ブッタマほっとステーション
ブッタマほっとステーションは、ニッポン放送で放送されていたラジオ番組。「内海ゆたおの夜はドッカーン!」内番組で、全国放送されていた。パーソナリティはお笑いコンビ・笑組の内海ゆたお（現・ゆたか）。
基本的には30分でハガキコーナー×2。この枠はダイエーコンビニエンスシステムズ(現在のローソン)提供（一部地域除く）で全国ネット放送。ネット版は1週遅れで、サポート役としてニッポン放送アナウンサーの曽我部哲弥や畑中秀哉(当時；現・報道記者)が出演していた。
後番組の「伊集院光のOh!デカナイト」でも「チャオチャオ・ビッグカンパニー」として、Oh!デカ終了後も「ローソンミュージックアクション（東海ラジオ放送（Pee_Pee_Jaca_JacansやぷるぷるMagicモンスターに内包）や九州朝日放送（ダブルバスターズに内包）等にネット、10分程度の帯枠）」としてローソン提供枠が引き継がれた。
| ニッポン放送 月曜～木曜24時台前半 | ニッポン放送 月曜～木曜24時台前半 | ニッポン放送 月曜～木曜24時台前半 |
| 前番組                            | 番組名                            | 次番組                            |
| --------------------------------- | --------------------------------- | --------------------------------- |
| HITACHI FAN! FUN! TODAY           | ブッタマほっとステーション        | チャオチャオ・ビッグカンパニー    |